# Barlow (rivière)
Pour les articles homonymes, voir Barlow.
La rivière Barlow (anglais : Barlow River) est une rivière de la région du West Coast du District de Westland dans l’Ile du Sud de la Nouvelle-Zélande. C’est un affluent droit de la rivière Perth.

## Géographie
La rivière Barlow est alimentée par le glacier « Siege » de 3 km de long.
Un petit ruisseau nommé « Barlow Creek » siège à 1 km à l’ouest de la rivière Barlow au sud-est du Mont Adams (en).

## Affluent
La rivière "North Barlow" est un affluent qui provient du glacier « Escape », long de 2,1 km.